# Lista över kanaler i Sverige
Detta är en lista över svenska trafikkanaler. Listan bygger på Yngve Rollofs förteckning. I Rollofs förteckning kan varje kanal nämnas fler gånger, beroende på ombyggnationer. I nedanstående förteckning har kanalerna endast nämnts en gång. Undantag kan vara, när helt nya sträckningar har gjorts.

## Fullbordade kanaler
I kronologisk ordning.
1. Himleån vid Ny Varberg, 1400-tal
2. Drags kanal, 1555–1558
3. Karls grav och Lilla Edets sluss  1605–1607
4. Karl IX:s kanal (Eskilstunaåns kanalisering) 1596–1610
5. Härnestads kanal, Åhus–Kristianstad 1614
6. Göteborgs kanaler 1620–
7. Mölndalsåkanalen 1620–1621
8. Hjälmare kanal 1629–1639
9. Drottning Kristinas sluss, Stockholm, 1634–1642
10. Norsbäcks kanal 1634
11. Fattighusån och sluss i Göteborg 1640–1641
12. Torne älv 1655–1657
13. Baggensstäket 1697–1704
14. Muskö kanal (första kanalen) 1719
15. Ärr – Ånimmen 1742–1748
16. Polhems Stockholmssluss 1744–1753
17. Albrektsunds kanal (Halse kanal) 1776–1784
18. Lilla Edet 1782–1784
19. Strömsholms kanal 1787–1795
20. Råneälven 1792
21. Trollhätte kanal 1793–1800
22. Höganäs gruvkanal 1801-1802 (igenlagd sedan 1930-talet)
23. Kinda kanal, första delen 1803–1810
24. Södertälje kanal 1806–1819
25. Göta kanal 1810–1832
26. Gränsö kanal 1815–1817
27. Hjälmare kanal, delvis ny sträckning 1818–1830
28. Väddö kanal 1820–1832
29. Åkers kanal 1822–1825
30. Almarestäket 1822
31. Erikssund 1823–1824
32. Baggensstäket 1823
33. Ångermanälven 1823–1825
34. Karlbergskanalen 1823–1833
35. Kalix älv 1826
36. Ströms kanal, Lilla Edet, 1826–1832
37. Lidan 1827
38. Sala kanal 1827–1835
39. Runmarö kanal 1831–1833
40. Strömma kanal 1832–1833
41. Djurgårdsbrunnskanalen 1832–1834
42. Enköpingsån 1833–1836
43. Säffle kanal 1836–1837
44. Trollhätte kanal, ny slussled 1837–1845
45. Karlstads pråmkanal 1836–1838
46. Fyrisån 1841
47. Kodjupet 1842–1845
48. Gavleån 1845–1850
49. Stockholms sluss, Nils Ericsons sluss 1845–1850
50. Örsundaån 1845–1850
51. Stegeholms kanal 1846–1847
52. Tabergs kanal 1847–1851
53. Knappfors kanal, en del av Bergslagskanalen 1850–1853
54. Hörks kanal 1851–1853
55. Härnösands kanal 1851–1854
56. Tjuvholmssundet, Luleå, 1851–1859
57. Frykensjöarna 1852 [ifrågasatt uppgift]
58. Söderhamn 1852
59. Dragets kanal 1852–1855
60. Filipstads bergslags kanal, del av Bergslagskanalen 1853–1857
61. Åskags kanal 1854
62. Rönne å 1854–1862
63. Forshaga kanal och Dejefors 1855–1858
64. Eskilstuna och Torshälla kanal, 1855–1860, 1865
65. Slussen vid Tisken i Falun 1856
66. Rimforsa kanal, en del av Kinda kanal 1857–1861
67. Uvåns kanalsystem 1858–1864
68. Tamms kanal 1856–1859
69. Farled till Mönsterås 1858–1860
70. Gammelstilla kanal 1860
71. Pite älv 1861–1863
72. Ronnebyån 1861–1863
73. Aspholmen (Vänern) 1862–1867
74. Ålkistans kanal 1863–1865
75. Nyköpingsån 1864–1866
76. Engelska kanalen vid Boden och Edefors 1864–1867
77. Karlbergskanalen 1863–1864
78. Dalslands kanal 1864–1869
79. Stöde kanal (Ede kanal) 1864–1870
80. Indalsälven 1865–1867
81. Gideälven 1865–1870
82. Pålsundet 1866–1869
83. Skellefte älv 1868
84. Silarnas bikanal v. Dalslands kanal 1868–1869
85. Gavelshyttans sluss 1869
86. Kronobergs kanal (Räppe kanal) 1869–1870
87. Kinda kanal, andra delen 1865–1871
88. Hofors kanal 1871
89. Hjärterön och Toftösund 1871–1872
90. Skedevid kanal, en del av Kinda kanal 1872
91. Lulsundskanalen 1872
92. Slussen vid Silvhytteå 1872
93. Björkborns kanal, en del av Bergslagskanalen 1872–1874
94. Gränsö kanal 1873–1874
95. Snäcke kanal 1874
96. Nordströmmarna (Malö Strömmar) 1874–1877
97. Kvismare kanal 1879–1886
98. Tomtsjö kanal, Rottnen 1880
99. Hövern–Lången 1880
100. Ristens kanal 1882–1885
101. Eskilstuna och Torshälla kanal, Carl Gustafsstads sluss 1882–1888
102. Lagan, Hamneda bro — Ljungby 1883–1887
103. Nättrabyån 1885–1887
104. Asa kanal, Åby sluss 1886
105. Örebro kanal 1886–1890
106. Nyköping 1887–1890
107. Kaskerström, Uddajauratj–Storavan 1887–1898
108. Kolsundet (Mälaren) 1889–1891
109. Tynderö kanal 1890-1893, 1897–1898
110. Smalsundskanalen i Näshultasjön 1894
111. Svartsjö kanal 1895
112. Nordnäskanalen (Kornsjöarna) 1897–1898
113. Hallsnäs kanal i Örken 1897–1898
114. Kalmarsund 1897
115. Kalvsund och Koöarna 1899
116. Tjörnö Kalv 1899
117. Hamburgsund 1899–1901
118. Hornö ränna 1899–1901
119. Storstruckan mellan Malgomaj och Volgsjön 1903–1907
120. Kävsjö kanal 1906–1910
121. Svartån – Sommen 1906
122. Lyckebyån 1908–1910
123. Tisnare kanal 1909–1912
124. Stora Le – Östen, Töcksfors kanal 1910–1915
125. Smyghålet 1911–1912
126. Bräskaforsens kanal mellan Nedre Gautträsk och Storvindeln 1916-1918
127. Södertälje kanal, ny sträckning 1916-1924
128. Femöresunds kanal 1921
129. Hammarbyleden 1927-1930
130. Sickla kanal 1928-1930
131. Sotekanalen 1931-1935
132. Stockholms sluss, Karl-Johansslussen, 1932-1935
133. Muskö kanal (andra kanalen) 1933-1934
134. Skåpesund 1935
135. Dalarö kanal 1936-1938
136. Falsterbokanalen 1940-1942
137. Lindö kanal 1953-1962
138. Flintrännan 2000

## Ofullbordade kanaler
1. Avafjärden 2000-talet
2. Borns kanal 1870-talet
3. Otteidkanalen(no), förbindelse mellan Dalslands kanal och Haldenvassdraget (sträckan ligger helt i Norge)
4. Dejefors kanal 1855-1856
5. Drottning Kristinas kanal (Älvestorp)
6. Edsvikskanalen
7. Engelska kanalen vid Boden och Edefors 1864 - 1867
8. Frykensjöarna
9. Gesundens kanal Jämtland
10. Planerad kanal mellan Götaström och Bolmen
11. Gudinge kanal Småland
12. Gullskogerudsälven 1870-talet
13. Hasseldalskanalen Bohuslän
14. Islandsbergs kanal Bohuslän
15. Isvikskanalen Bohuslän 1900
16. Planerad kanal i Iväg, Grann och Torrsjön, Dalsland, 1930-talet
17. Järle kanal, Närke, 1640-talet
18. Knektarnas dike, Öland, 1940-talet
19. Korsnäs Ströms kanal, Dalarna, 2008
20. Farled Ljusnan Hälsingland, 2009–2010
21. Lubbans eller Skatans kanal, Medelpad
22. Midsundets kanal, Gästrikland, 2007 -
23. Moritzgraven, Västerbotten, 1820–1830
24. Kanalplaner i Nora och Lindesbergs bergslager
25. Norra kanalprojektet, Bergslagen, Dalarna
26. Nyköpings kanal
27. Kanal Råå-Skälderviken, 1780-talet
28. Kanal mellan Salen och Åsnen, Småland
29. Skräbeåns kanal, Skåne, 1932-1934
30. Skånes kanal
31. Ströms Vattudal, Jämtland
32. Kanal vid Sunnansjö, Dalarna, 1871
33. Svea kanal, Sörmland, Närke, Västergötland
34. Svärdsjö kanal, Dalarna, 1860-talet
35. Säveån, Västergötland
36. Uddevalla kanal mellan Vänern och Uddevalla, 1600-talet -
37. Ullersund, Västergötland
38. Älmhult Agunnaryds kanal, Småland
39. Kanaler från Åsunden till Storebro och till Gamlebyviken
40. Ätran
41. Önne sluss
42. Gråda kanal
43. Christopher Polhems ofullbordade Trollhätteled 1717